# Myotis ozensis
Myotis ozensis är en fladdermusart som beskrevs av Yoshinori Imaizumi 1954. Myotis ozensis ingår i släktet Myotis och familjen läderlappar. Inga underarter finns listade i Catalogue of Life.
Denna fladdermus förekommer på ön Honshu i Japan. Den hittades där vid 1400 meter över havet. IUCN godkänner populationen inte som art. Den infogas där som synonym i Myotis ikonnikovi.